# Graham Windeatt
Graham Windeatt (né le 5 août 1954) est un nageur australien spécialiste de la course longue distance. Il participe aux Jeux olympiques d'été de 1972 et remporte la médaille d'argent dans l'épreuve du 1500 mètres.

## Palmarès

### Jeux olympiques
- Jeux olympiques de 1972 à Munich,  Allemagne
  -  Médaille d'argent.